# Zanthoxylum nigripunctatum
Zanthoxylum nigripunctatum là một loài thực vật có hoa trong họ Cửu lý hương. Loài này được Lundell miêu tả khoa học đầu tiên năm 1937.